# Austenitiskt stål
Austenitiskt stål är stål där austenitområdet utökats till rumstemperatur genom att legera järnet med andra metaller, till exempel nickel och mangan. På grund av sin fcc-struktur är järnet i austenitiska stål inte magnetiskt.
Viktiga austenitiska stål är vissa typer av rostfria stål och slitstarka manganstål.